# Nikolaus Gerhart
Nikolaus Gerhart (Starnberg, 1944) is een Duitse steenbeeldhouwer.

## Leven en werk
Gerhart studeerde van 1969 tot 1975 beeldhouwkunst aan de Akademie der Bildende Künste München in München. Met een studiebeurs van de deelstaat Beieren verbleef hij in 1977 in een atelier in de Cité Internationale des Arts in Parijs, hij verwierf voor 1978/1979 het Markisches Stipendium Bildende Künste en hij kreeg in 1983 de aanmoedingsprijs voor beeldende kunst van de stad München. Hij nam in 1984 deel aan de expositie  Von hier aus – Zwei Monate neue deutsche Kunst in Düsseldorf, in 1985 aan de tentoonstelling 1945–1985, Kunst in der Bundesrepublik Deutschland in de Neue Nationalgalerie in Berlijn en in 1989 aan de expositie Skulptur begreifen in het Sprengel-Museum in Hannover.
Gerhart, die in München woont en werkt, is lid van de Bayerischen Akademie der Schönen Künste. Hij was sinds 1998 hoogleraar en van 2004 tot 2010 rector aan de Akademie der Bildenden Künste München.

## Werken (selectie)
- Fallende Steine (1981), Adenauer Platz in Bielefeld
- Gegen-Steine (1982), beeldenroute Kunst-Landschaft in Neuenkirchen
- Stele (1985), Skulpturenpark am Diakonie, Paul-Gräb-Straße in Wehr (Baden)
- Ohne Titel (1986), Straße der Skulpturen (St. Wendel) in de deelstaat Saarland
- Mauerprojekt Dachauerstraße (1988)[1], Westfriedhof in München
- Horizontale-Vertikale (1988), Skulpturenpark Schloß Philippsruhe in Hanau
- Entkernter Granit (1989), beeldenroute Kunst am Campus in Augsburg
- Geöffnete Granite II (1992), Europäisches Patentamt aan de Bayerstraße in München
- Ort der Weltreligionen (2005) ontworpen ter gelegenheid van de Bundesgartenschau 2005 (BUGA 2005) in het stadsdeel Riem in München

## Fotogalerij

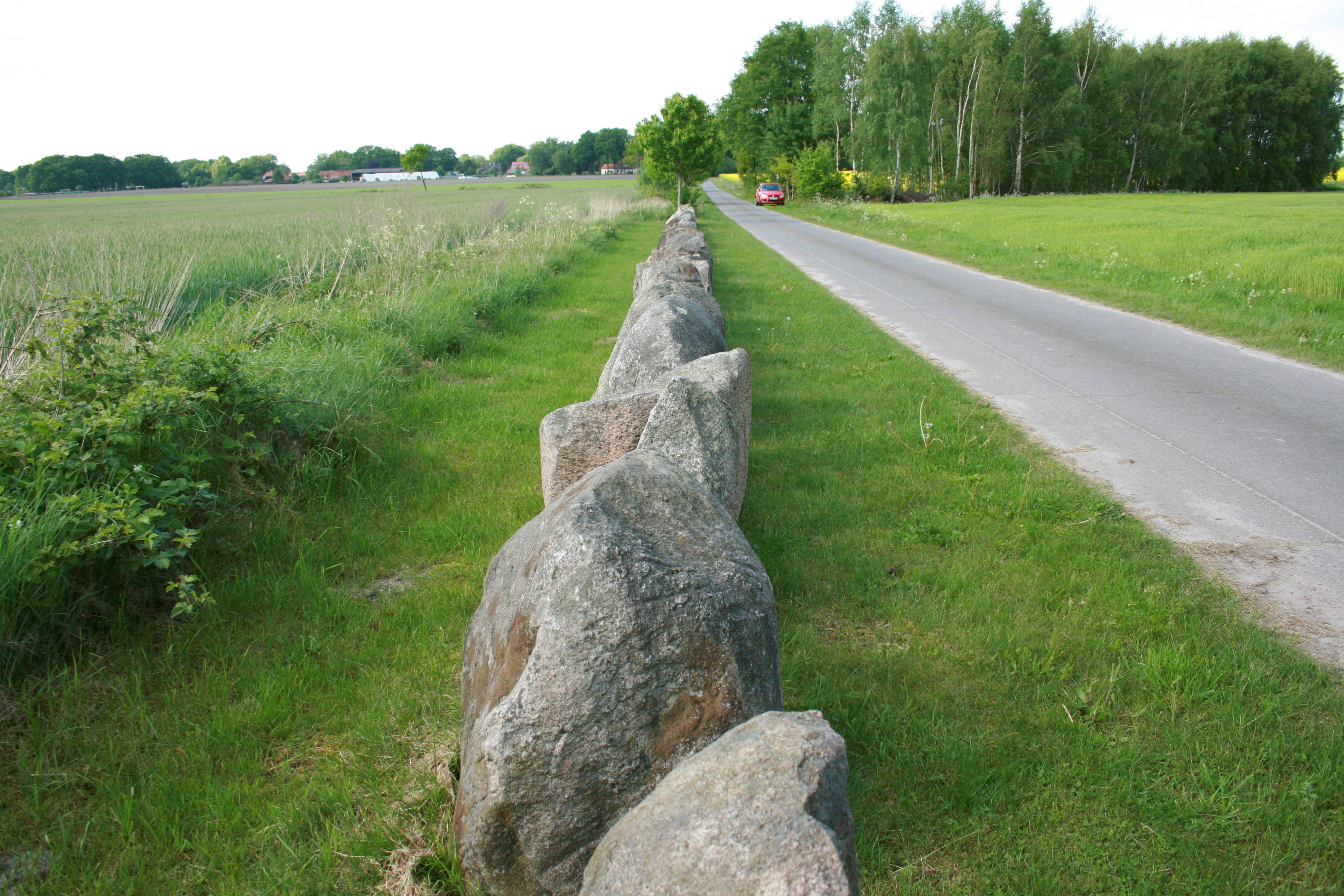
Gegen-Steine, Kunst-Landschaft
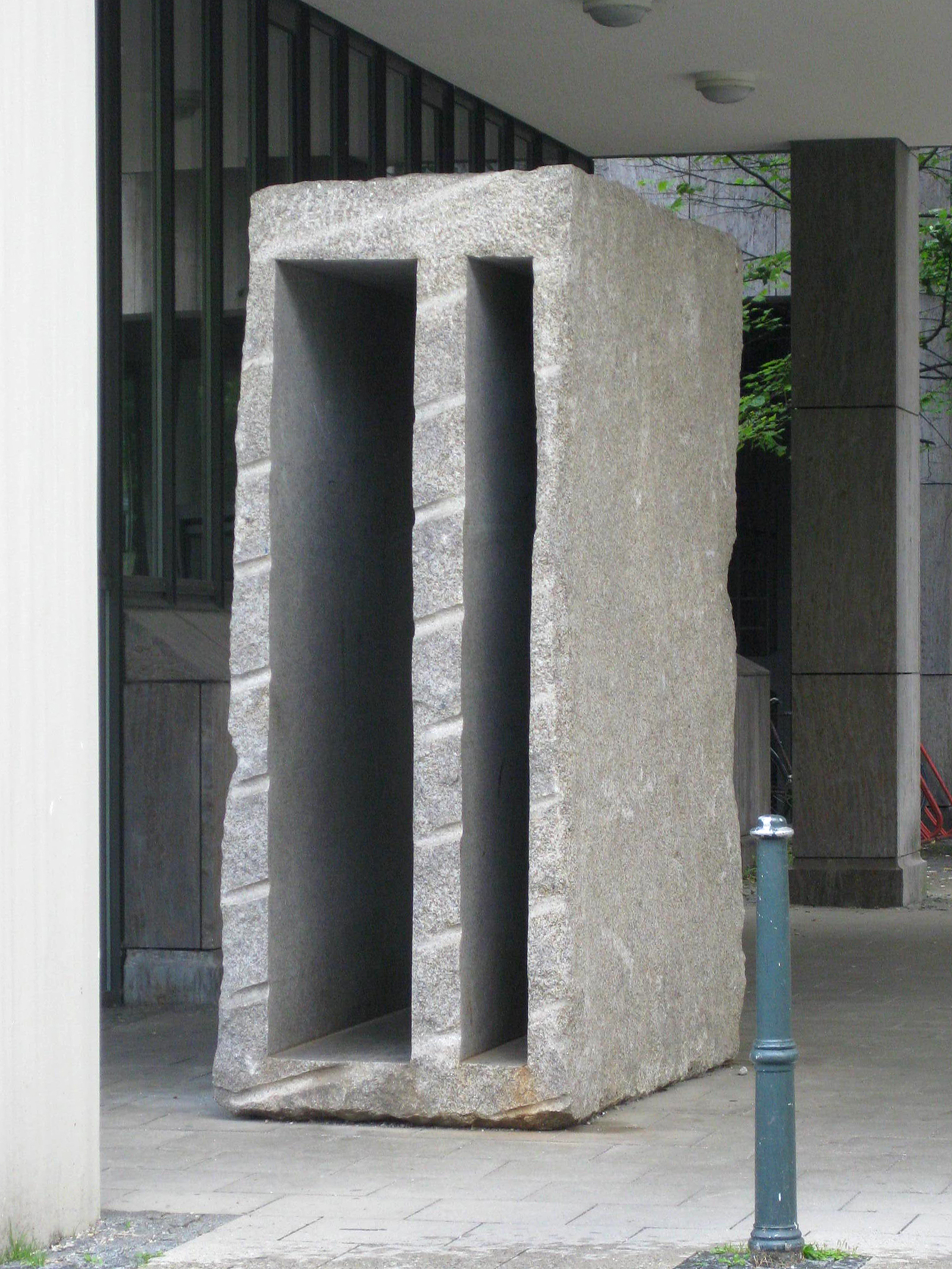
Entkernter Granit, Kunst am Campus, Augsburg
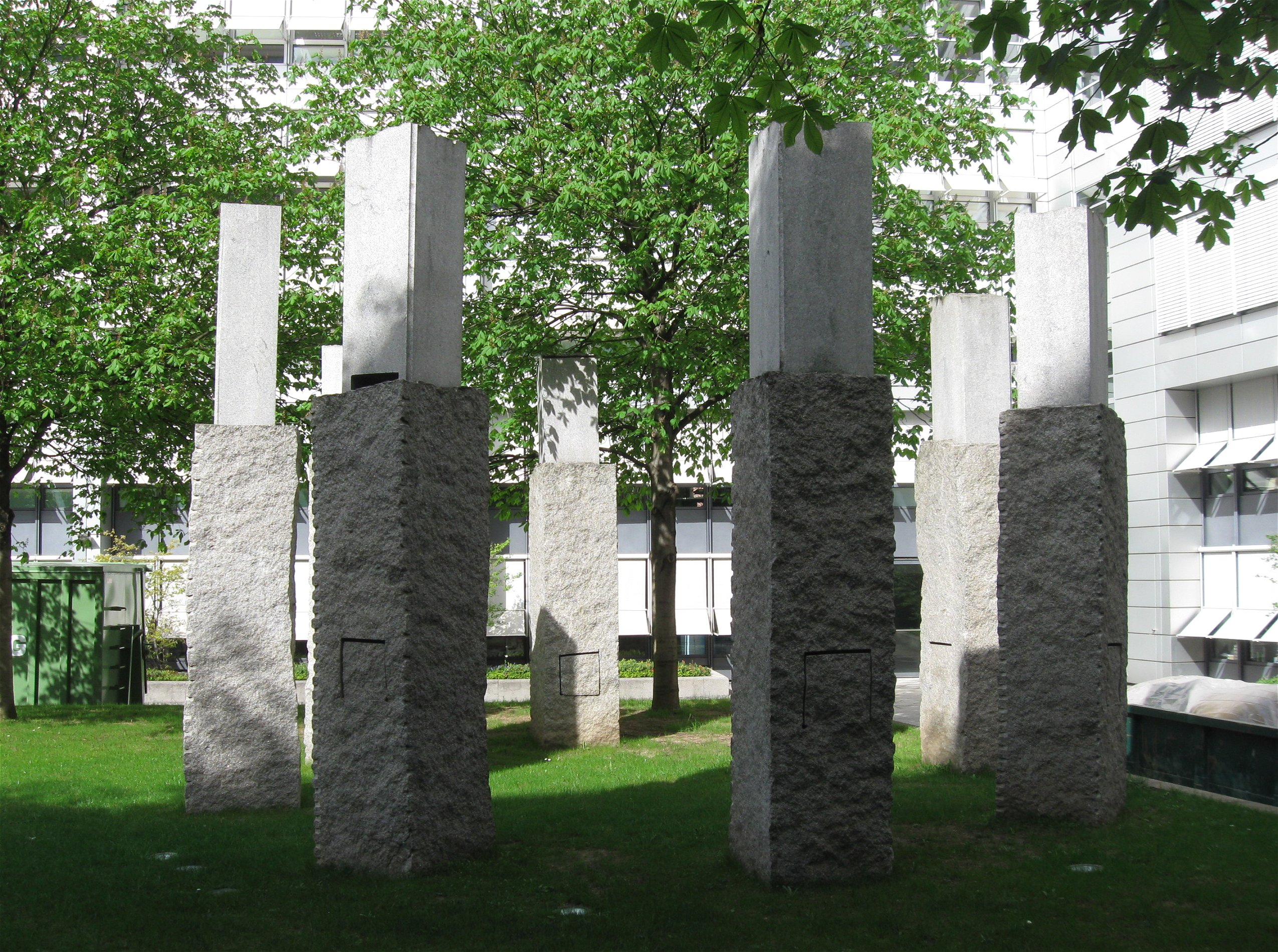
Geöffnete Granite II, München